# USS LST-1000
O USS LST-1000 foi um navio de guerra norte-americano da classe LST que operou durante a Segunda Guerra Mundial.